# یواس‌اس لفتویچ (دی‌دی-۹۸۴)
یواس‌اس لفتویچ (دی‌دی-۹۸۴) (به انگلیسی: USS Leftwich (DD-984)) یک کشتی بود که طول آن 529 ft (161 m) waterline; 563 ft (172 m) overall بود. این کشتی در سال ۱۹۷۸ ساخته شد.